# Buscemi
Buscemi – miejscowość i gmina we Włoszech, w regionie Sycylia, w prowincji Syrakuzy.
Według danych na rok 2004 gminę zamieszkiwało 1200 osób, 23,5 os./km².